# Partito Comunista dei Lavoratori di Bosnia ed Erzegovina
Il Partito Comunista dei Lavoratori di Bosnia ed Erzegovina (in bosniaco e croato Radničko-komunistička partija Bosne i Hercegovine, abbreviato RKP-BiH; in bosniaco e serbo Радничко-комунистичка партиjа Босне и Херцеговине, abbreviato РКП-БиХ) è un partito politico comunista bosniaco-erzegovino.

## Storia
Il Partito Comunista dei Lavoratori di Bosnia ed Erzegovina è stato fondato nel 2000 e si oppone fermamente ai nazionalismi della regione e al crollo della Repubblica Socialista Federale di Iugoslavia. Alcuni dei loro obiettivi principali sono l'introduzione dell'autogestione dei lavoratori e della democrazia partecipativa, nonché l'istituzione di una nuova Iugoslavia socialista e federale; inoltre sottolineano che non sono motivati dalla nostalgia in quanto critici di Josip Broz Tito.

## Ideologia
Essi credono che il socialismo debba essere democratico infatti si oppongono fermamente al sistema dell'Unione Sovietica e di altri suoi Paesi amici. Inoltre sono stati particolarmente influenzati da Rosa Luxemburg e Antonio Gramsci.